# Alois Ruprecht
Alois Ruprecht (18. září 1907 Želechovice – 4. ledna 1989 Ústí nad Orlicí) byl český právník, soudce a politický vězeň komunistického režimu v Československu.
Po absolvování Masarykovy univerzity (1932) se stal soudcem; během nacistické okupace českých zemí nemohl své povolání vykonávat. Po druhé světové válce působil jako soudce v Šumperku. Po komunistickém puči v roce 1948 se odmítl podílet na předem připravených politických procesech a na protest proti nim se vzdal funkce soudce. V srpnu 1953 byl zatčen Státní bezpečností a ve vykonstruovaném procesu odsouzen k 7 letům odnětí svobody za velezradu. V uranových dolech prožil 5 let. Propuštěn byl na amnestii roku 1960. Následně mohl pracovat jen v dělnických profesích. Soudně rehabilitován byl roku 1991.
Byl ženat s Věrou Ruprechtovou (1918–2010).